# Echipa națională de fotbal a Chinei
Echipa națională de fotbal a Chinei (chineză simplificată: 中国国家足球队; chineză tradițională: 中國國家足球隊; Pinyin: Zhōngguó Guójiā Zúqiú Duì) este naționala de fotbal a Republicii Populare Chineze și este guvernată de Asociația Chineză de Fotbal. Echipa este denumită colocvial „Echipa China” (中国队),  „Echipa națională” (国家队) sau „Guózú” (国足, prescurtarea pentru 国家足球, care înseamnă „naționala de fotbal”).
Echipa a fost fondată în 1924 în Republica Populară Chineză sub auspiciile Asociației de Fotbal din China și s-au alăturat FIFA în 1931. După Războiul Civil Chinez, federația a fost fondată în nou formata Republică Populară Chineză. Au rămas afiliați la FIFA până în 1958, când s-au retras, dar s-au afiliat din nou în 1979.

## Palmares
- Cupa Asiei AFC

Locul doi (2): 1984, 2004
Locul trei (2): 1976, 1992
Locul patru (2): 1988, 2000
- Jocurile Asiei

Medalia de argint (1): 1994
Medalia de bronz (2): 1978, 1998
- East Asian Football Championship

Câștigători (2): 2005, 2010
Locul trei (2): 2003, 2008
- Dynasty Cup

Locul doi (2): 1990, 1998

## Recordul în competiții

### Campionatul Mondial
| Campionatul Mondial de Fotbal | Campionatul Mondial de Fotbal | Campionatul Mondial de Fotbal | Campionatul Mondial de Fotbal | Campionatul Mondial de Fotbal | Campionatul Mondial de Fotbal | Campionatul Mondial de Fotbal | Campionatul Mondial de Fotbal | Campionatul Mondial de Fotbal |
| Anul                          | Runda                         | Poziția                       | MJ                            | V                             | E                             | Î                             | GM                            | GP                            |
| ----------------------------- | ----------------------------- | ----------------------------- | ----------------------------- | ----------------------------- | ----------------------------- | ----------------------------- | ----------------------------- | ----------------------------- |
| 1930 - 1954                   | Nu a participat               | Nu a participat               | Nu a participat               | Nu a participat               | Nu a participat               | Nu a participat               | Nu a participat               | Nu a participat               |
| 1958                          | Nu s-a calificat              | Nu s-a calificat              | Nu s-a calificat              | Nu s-a calificat              | Nu s-a calificat              | Nu s-a calificat              | Nu s-a calificat              | Nu s-a calificat              |
| 1962 - 1978                   | Nu a participat               | Nu a participat               | Nu a participat               | Nu a participat               | Nu a participat               | Nu a participat               | Nu a participat               | Nu a participat               |
| 1982 - 1998                   | Nu s-a calificat              | Nu s-a calificat              | Nu s-a calificat              | Nu s-a calificat              | Nu s-a calificat              | Nu s-a calificat              | Nu s-a calificat              | Nu s-a calificat              |
| 2002                          | Faza grupelor                 | 31                            | 3                             | 0                             | 0                             | 3                             | 0                             | 9                             |
| 2006 - 2026                   | Nu s-a calificat              | Nu s-a calificat              | Nu s-a calificat              | Nu s-a calificat              | Nu s-a calificat              | Nu s-a calificat              | Nu s-a calificat              | Nu s-a calificat              |
| Total                         | 1/23                          |                               | 3                             | 0                             | 0                             | 3                             | 0                             | 9                             |

### Cupa Asiei
| Anul              | Rezultat           | Poz | MJ | V  | E  | Î  | GM | GP |
| ----------------- | ------------------ | --- | -- | -- | -- | -- | -- | -- |
| 1956 până la 1972 | Nu a participat    | -   | -  | -  | -  | -  | -  | -  |
| 1976              | Locul trei         | 3   | 4  | 1  | 1  | 2  | 2  | 4  |
| 1980              | Prima rundă        | 7   | 4  | 1  | 1  | 2  | 9  | 5  |
| 1984              | Locul doi          | 2   | 6  | 4  | 0  | 2  | 11 | 4  |
| 1988              | Locul patru        | 4   | 6  | 2  | 2  | 2  | 7  | 5  |
| 1992              | Locul trei         | 3   | 5  | 1  | 3  | 1  | 6  | 6  |
| 1996              | Sferturi de finală | 8   | 4  | 1  | 0  | 3  | 6  | 7  |
| 2000              | Locul patru        | 4   | 6  | 2  | 2  | 2  | 11 | 7  |
| 2004              | Locul doi          | 2   | 6  | 3  | 2  | 1  | 13 | 6  |
| 2007              | Prima rundă        | 9   | 3  | 1  | 1  | 1  | 7  | 6  |
| 2011              | Prima rundă        | 9   | 3  | 1  | 1  | 1  | 4  | 4  |
| 2015              | Sferturi de finală | 7   | 4  | 3  | 0  | 1  | 5  | 4  |
| 2019              | Sferturi de finală | 6   | 5  | 3  | 0  | 2  | 7  | 7  |
| 2023              | Sferturi de finală | 18  | 3  | 0  | 2  | 1  | 0  | 1  |
| Total             | 13/18              | -   | 59 | 23 | 15 | 21 | 88 | 66 |

### Jocurile Olimpice
| Anul              | Rezultat                   | Poz | MJ | V | E | Î | GM | GP |
| ----------------- | -------------------------- | --- | -- | - | - | - | -- | -- |
| 1900 până la 1928 | Nu a participat            | -   | -  | - | - | - | -  | -  |
| 1936              | Prima rundă                | 12  | 1  | 0 | 0 | 1 | 0  | 2  |
| 1948              | Prima rundă                | 14  | 1  | 0 | 0 | 1 | 0  | 4  |
| 1952 până la 1956 | S-a retras după calificări | -   | -  | - | - | - | -  | -  |
| 1960 până la 1976 | Nu a participat            | -   | -  | - | - | - | -  | -  |
| 1980 până la 1984 | Nu s-a calificat           | -   | -  | - | - | - | -  | -  |
| 1988              | Prima rundă                | 14  | 3  | 0 | 1 | 2 | 0  | 5  |
| Total*            | 3/25                       | -   | 8  | 0 | 2 | 6 | 1  | 17 |

* Inclusiv începând cu 1988
Pentru 1992 până la 2012, vezi Echipa națională de fotbal a Chinei sub 23

## Jocurile Asiei
| !Anul             | Rezultat      | Poz | MJ | V  | E | Î  | GM  | GP |
| ----------------- | ------------- | --- | -- | -- | - | -- | --- | -- |
| 1951 până la 1970 | Did not enter | -   | -  | -  | - | -  | -   | -  |
| 1974              | Prima rundă   | 10  | 3  | 1  | 0 | 2  | 7   | 4  |
| 1978              | Locul trei    | 3   | 7  | 5  | 0 | 2  | 16  | 5  |
| 1982              | Sferturi      | 11  | 4  | 2  | 1 | 1  | 4   | 3  |
| 1986              | Sferturi      | 9   | 4  | 2  | 1 | 1  | 10  | 7  |
| 1990              | Sferturi      | 10  | 4  | 2  | 0 | 2  | 8   | 4  |
| 1994              | Locul doi     | 2   | 7  | 5  | 1 | 1  | 16  | 8  |
| 1998              | Locul trei    | 3   | 8  | 6  | 0 | 2  | 24  | 7  |
| Total*            | 9/15          | -   | 45 | 29 | 4 | 12 | 102 | 43 |

* Inclusiv 1998
Pentru 2002  până la 2010, vezi Echipa națională de fotbal a Chinei sub 23

## Marcatori
La 18 decembrie 2010:
| #  | Jucător         | Goluri | Carieră   |
| 1  | Hao Haidong     | 41     | 1987–2004 |
| 2  | Liu Haiguang    | 36     | 1983–1990 |
| 3  | Ma Lin          | 33     | 1984–1990 |
| 4  | Li Hui          | 28     | 1983–1988 |
| 5  | Su Maozhen      | 26     | 1992–2002 |
| 5  | Li Jinyu        | 26     | 1996–2008 |
| 7  | Zuo Shusheng    | 23     | 1979–1985 |
| 8  | Zhao Dayu       | 19     | 1982–1986 |
| 8  | Fan Zhiyi       | 19     | 1987–2002 |
| 8  | Mai Chao        | 19     | 1986–1992 |
| 13 | Gu Guangming    | 15     | 1979–1985 |
| 13 | Zheng Zhi       | 15     | 1998–2019 |
| 14 | Jia Xiuquan     | 14     | 1982–1993 |
| 14 | Li Weifeng      | 14     | 1997–2011 |
| 15 | Xie Yuxin       | 13     | 1987–1996 |
| 15 | Xie Yuxin       | 13     | 1987–1996 |
| 15 | Xie Yuxin       | 13     | 1987–1996 |
| 16 | Peng Weiguo     | 12     | 1992–2000 |
| 16 | Huang Xiangdong | 12     | 1977–1983 |
| 16 | Ma Mingyu       | 12     | 1993–2002 |
| 20 | Gao Hongbo      | 11     | 1992–1997 |
| 20 | Yang Chen       | 11     | 1995–2004 |
| 20 | Qi Hong         | 11     | 1997–2004 |

* Jucători în caractere aldine sunt încă activi în fotbal.

### Most capped players
La 22 iunie 2008:
| # | Jucător     | Selecții | Carieră   |
| 1 | Li Ming     | 141      | 1991–2004 |
| 2 | Jia Xiuquan | 136      | 1982–1993 |
| 3 | Fan Zhiyi   | 132      | 1987–2002 |
| 4 | Xie Yuxin   | 120      | 1987–1996 |
| 5 | Li Fusheng  | 119      | 1976–1984 |
| 6 | Hao Haidong | 116      | 1987–2004 |
| 7 | Lin Lefeng  | 113      | 1977–1986 |
| 8 | Ou Chuliang | 109      | 1990–2002 |
| 9 | Li Weifeng  | 112      | 1997–2011 |

* Jucători în caractere aldine sunt încă activi în fotbal.